# Partido del Pueblo para la Reconstrucción y la Democracia
El Partido del Pueblo para la Reconstrucción y la Democracia (Parti du Peuple pour la Reconstruction et le Démocratie (PPRD), en francés) es un partido político de la República Democrática del Congo. El expresidente del país, Joseph Kabila, gobernó bajo la ideología de este partido, del cual era miembro. Uno de los que antiguamente supo ocupar el cargo de vicepresidente del país, Abdoulaye Yerodia Ndombasi, también es miembro de este partido.
En las elecciones generales de 2006, el partido consiguió 111 escaños de 500 posibles en la Asamblea Nacional. Es el primer partido en número de escaños en la Asamblea y en el Senado.